# Marcial Lafuente Estefanía
Marcial Lafuente Estefanía (castellà: Marcial Antonio Lafuente Estefanía)  (Toledo, 13 de juny de 1903 - Madrid, 7 d'agost de 1984) va ser un popular escriptor espanyol d'unes 2.600 novel·les de l'oest, considerat el màxim representant del gènere en castellà. A part de publicar com a M. L. Estefanía, va utilitzar els pseudònims: Tony Spring, Arizona, Dan Lewis o Dan Luce i María Luisa Beorlegui i Cecilia de Iraluce, per signar novel·les roses. Les novel·les publicades sota el seu nom han estat escrites, o bé per ell, o bé pels seus fills, Francisco o Federico, o pel seu net Federico, per la qual cosa és possible trobar novel·les «inèdites» de Marcial Lafuente Estefanía.

## Biografia

### Vida personal
Marcial Antonio Lafuente Estefanía era fill de l'advocat, periodista i escriptor Federico Lafuente López-Elías, que tenia entre les seves obres El Romancero del Quijote (1916). Va aprendre del seu pare a estimar el teatre clàssic del Segle d'Or, que va arribar a conèixer molt bé; no obstant això, va voler estudiar enginyeria industrial i va exercir a Espanya, Àfrica i Amèrica. Entre 1928 i 1931 va recórrer gran part dels Estats Units, la qual va servir-li per ambientar les seves històries, els detalls de les quals a nivell d'atmosfera i localització són molt rigorosos.
Es va casar amb María Luisa Beorlegui Carril, i van tenir dos fills, Francisco María Lafuente Beorlegui i Federico María Lafuente Beorlegui, que van col·laborar en la producció literària del seu pare. El matrimoni va viure a Madrid, però Marcial va ser un enamorat d'Arenas de Sant Pedro (Àvila), on va residir molt de temps i on la seva esposa va morir el 28 de juliol de 1975, als 71 anys. Ell va morir de pulmonía als 81 i va ser enterrat en el cementiri d'Arenas, on és possible contemplar el seu nínxol.

### Guerra Civil
Durant la Guerra Civil espanyola va arribar a ser general d'Artilleria de l'Exèrcit Republicà en el front de Toledo i després d'ella va decidir no exiliar-se, per la qual cosa va patir presó diverses vegades. A la presó va començar a escriure de forma assenyada, aprofitant trossos de paper:
| «              | Empecé a escribir prácticamente en un rollo de papel higiénico. No tenía cuartillas, no tenía pluma; entonces decidí utilizar el lápiz y el papel de retrete. Estaba en una sala quinta de uno de los hoteles en los que me recluyó el Gobierno | » |
| — (Entrevista) | |   |

Durant la guerra, l'escriptor i dramaturg Enrique Jardiel Poncela li havia donat un consell: «Escriu perquè la gent es diverteixi, és l'única forma de guanyar diners amb això». Aquest va ser el fonament de la seva manera d'escriure; des del principi va buscar la narrativa amena, va prescindir de les descripcions massa llargues i va treballar molt els diàlegs, amb uns modismes molt característics i una acció disparada.

### Inici de carrera literària
En sortir en llibertat, i sense poder exercir com a enginyer, va començar a publicar a l'editorial Cíes, una petita editorial de Vigo, obres policíaques o romàntiques. Les seves primeres novel·les les va signar sota els pseudònims de Tony Spring o Arizona; les romàntiques sota el nom de la seva esposa, María Luisa Beorlegui, i com a Cecilia de Iraluce, encara que va emprar altres pseudònims com Dan Lluce i Dan Lewis. Va començar a publicar novel·les de l'oest amb les sigles ML Estefanía —que alguns van confondre amb María Luisa— o amb el seu nom Marcial Lafuente Estefanía, a l'Editorial Bruguera, del qual fou un dels principals actius juntament amb una altra novel·lista popular, Corín Tellado, (apart de les publicacions de còmics).

### La novel·la de l'oest
Va escriure la seva primera novel·la de l'oest el 1943: La mascota de la pradera (Edicions Maisal: Biblioteca Aventures, núm. 78), i va signar un contracte amb l'editorial Bruguera que el portaria a produir 2.600 novel·les en format octau de no més de cent pàgines. Per compondre-les, es va inspirar en el teatre clàssic espanyol del Segle d'Or, substituint els personatges del XVII pels arquetips representatius de l'oest. Aquestes violentes històries van inundar Espanya i Hispanoamèrica i es van fer molt populars com a literatura de passatemps fins i tot als Estats Units, on la universitat de Texas les va gravar perquè els cecs d'origen hispà poguessin escoltar-les. Coneixedor que les seves novel·les es llegien als Estats Units, cuidava molt la versemblança històrica, geogràfica i botànica de l'Oest nord-americà, amb aquesta finalitat consultava tres llibres en particular: una obra molt completa d'història dels Estats Units, un atles antic d'aquest país, on apareixien els pobles de l'època de la conquesta de l'Oest, i una guia telefònica en la qual trobava els noms dels seus personatges.
La novel·la de l'oest, tal com la va configurar Lafuente, principal representant del gènere, constava d'unes cent pàgines d'impressió barata i molt característica, semblants al pulp nord-americà; s'escrivia i se'n publicava una per setmana i es venien a duro (cinc pessetes) cadascuna; i, amb la devaluació, a vint-i-cinc pessetes. De vegades n'hi havia prou amb comprar-ne una i, després de llegida, es podia tornar al quiosquer (que la re-venia a un preu inferior), per aconseguir una altra. D'aquesta manera les tirades resultaven enganyoses, ja que encara que eren molt grans i barates, una mateixa novel·la podia ser llegida per desenes de persones. L'obra de Lafuente va aconseguir reedicions contínues de 30.000 exemplars.
Des de 1958, els seus dos fills Francisco i Federico van començar a col·laborar amb el seu pare en l'escriptura de les seves novel·les, va arribar a escriure-sota el nom genèric del pare i, després de la defunció de Federico, també el seu net Frederic va continuar el seu llegat. Tan prolífica és la ploma familiar que —encara sota el segell de la Bruguera mexicana—, la seva obra de western continua en circulació al llarg de tota l'Amèrica Llatina i els Estats Units.
Ja gran, el veterà escriptor va intentar publicar sense èxit una novel·la seriosa, El maleficio de Toledo, fruit dels seus notables coneixements històrics sobre la seva ciutat natal.